# Sussex Police
Sussex Police – brytyjska formacja policyjna pełniąca rolę policji terytorialnej na obszarze hrabstw ceremonialnych East Sussex i West Sussex. Według danych z marca 2012 liczy 2 959 funkcjonariuszy. Komenda główna zlokalizowana jest w Lewes. 

## Galeria

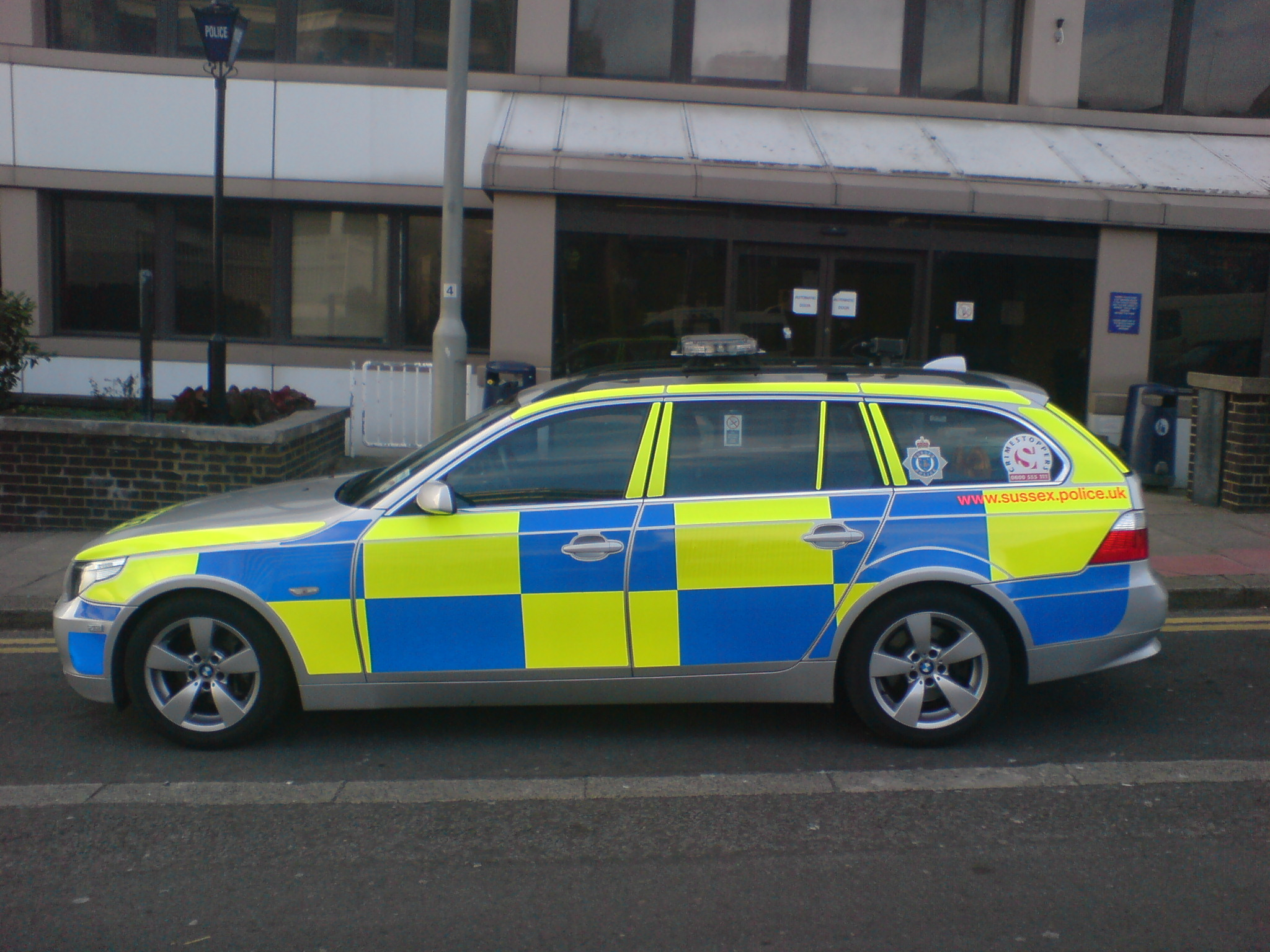
BMW E61 jako radiowóz Sussex Police
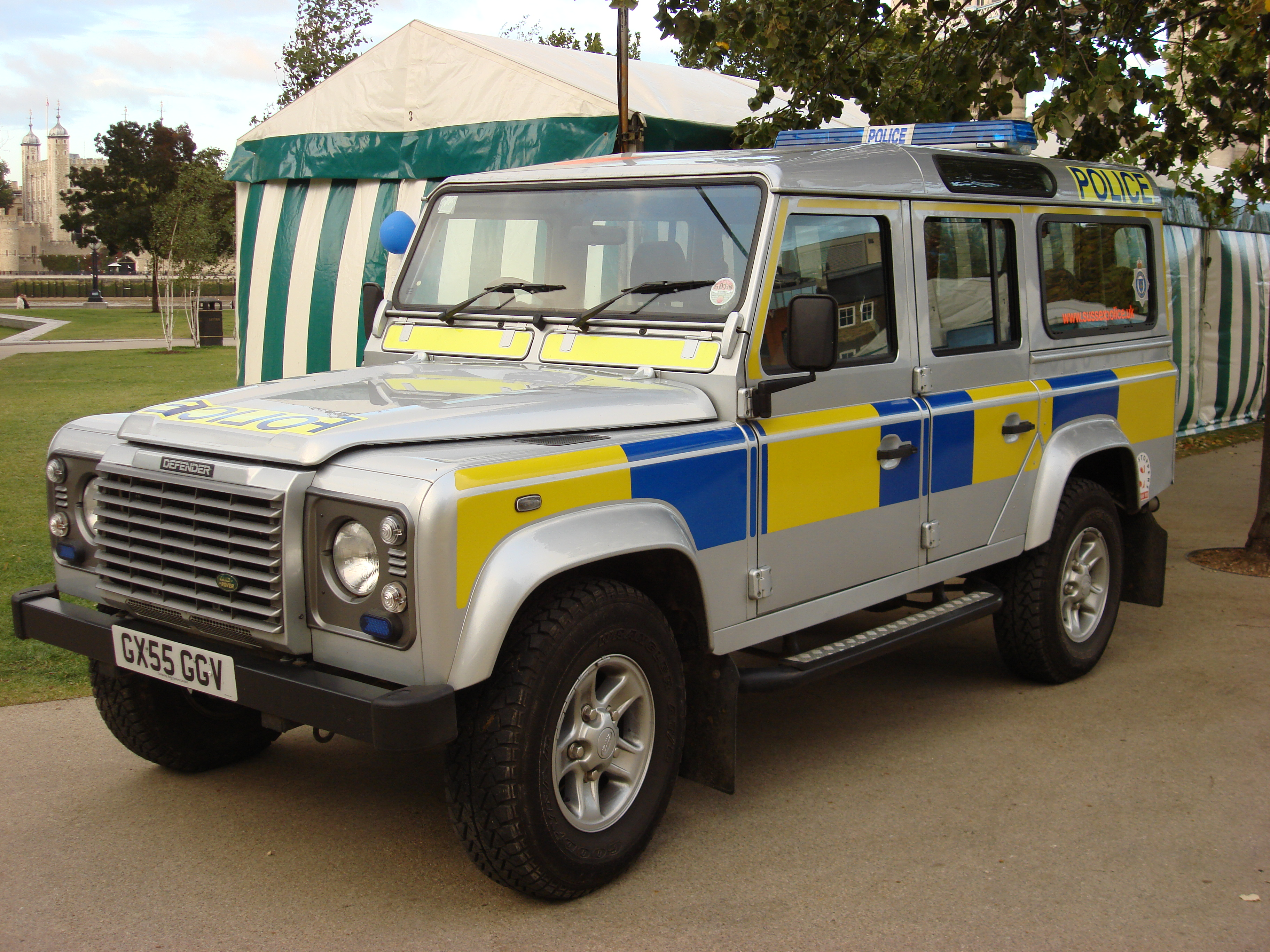
Land Rover Defender jako radiowóz Sussex Police
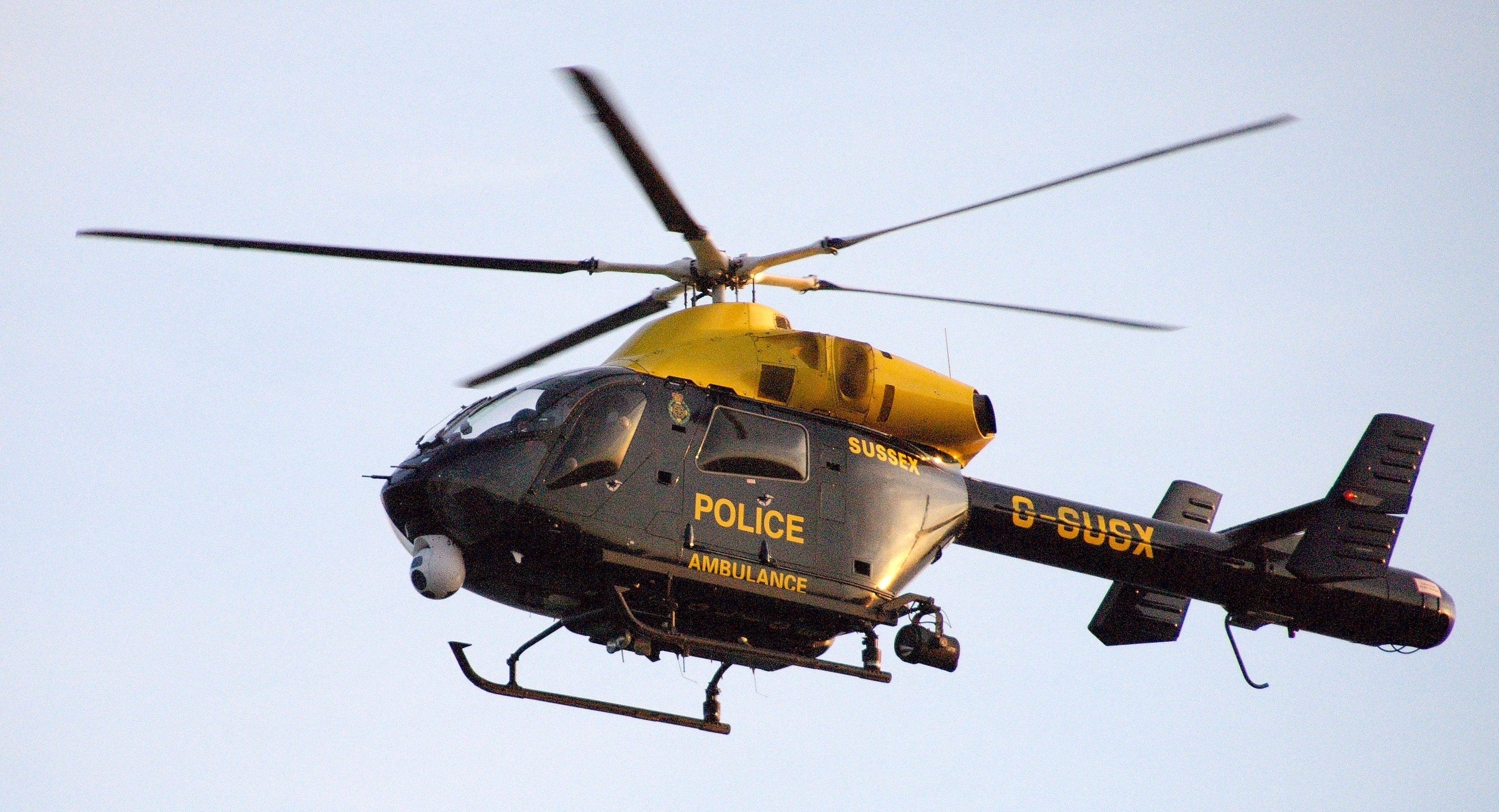
Śmigłowiec Sussex Police
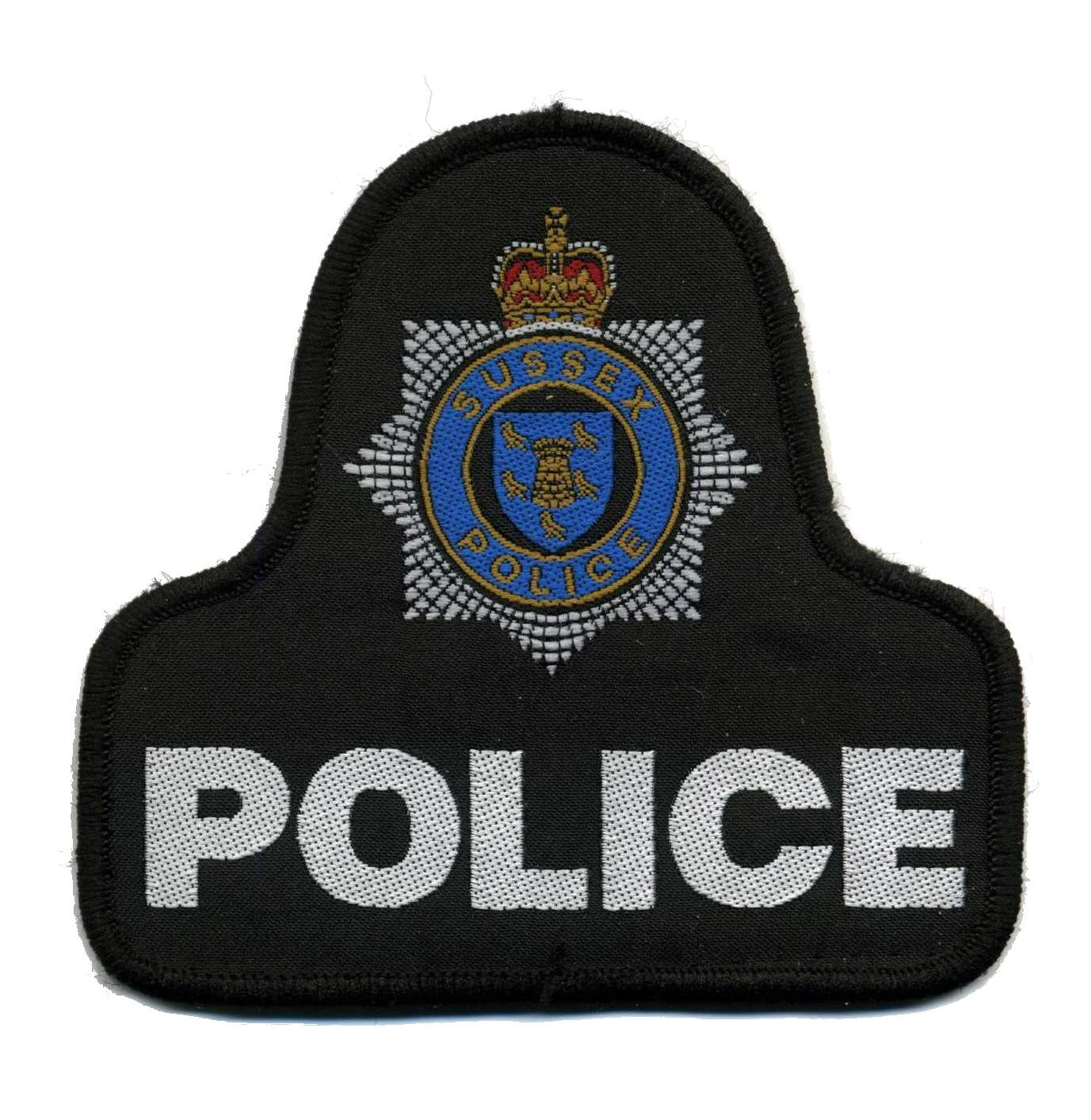
Naszywka mundurowa